# رأس بونومة
رأس بونومة هو أحد رؤوس الساحل التونسي ، ويقع بالساحل الشمالي لأرخبيل قرقنة، شمال غربي بلدة الخرايب. أما إحداثياته فهي .